# Radulomyces
Radulomyceslà một chi nấm trong họ Pterulaceae. Chi này phân bố rộng khắp và chứa 10 loài.

## Các loài
- R. confluens
- R. fuscus
- R. kamaaina
- R. molaris
- R. notabilis
- R. poni
- R. probatus
- R. rickii
- R. subsigmoideus
- R. tantalusensis